# Fame (banda)

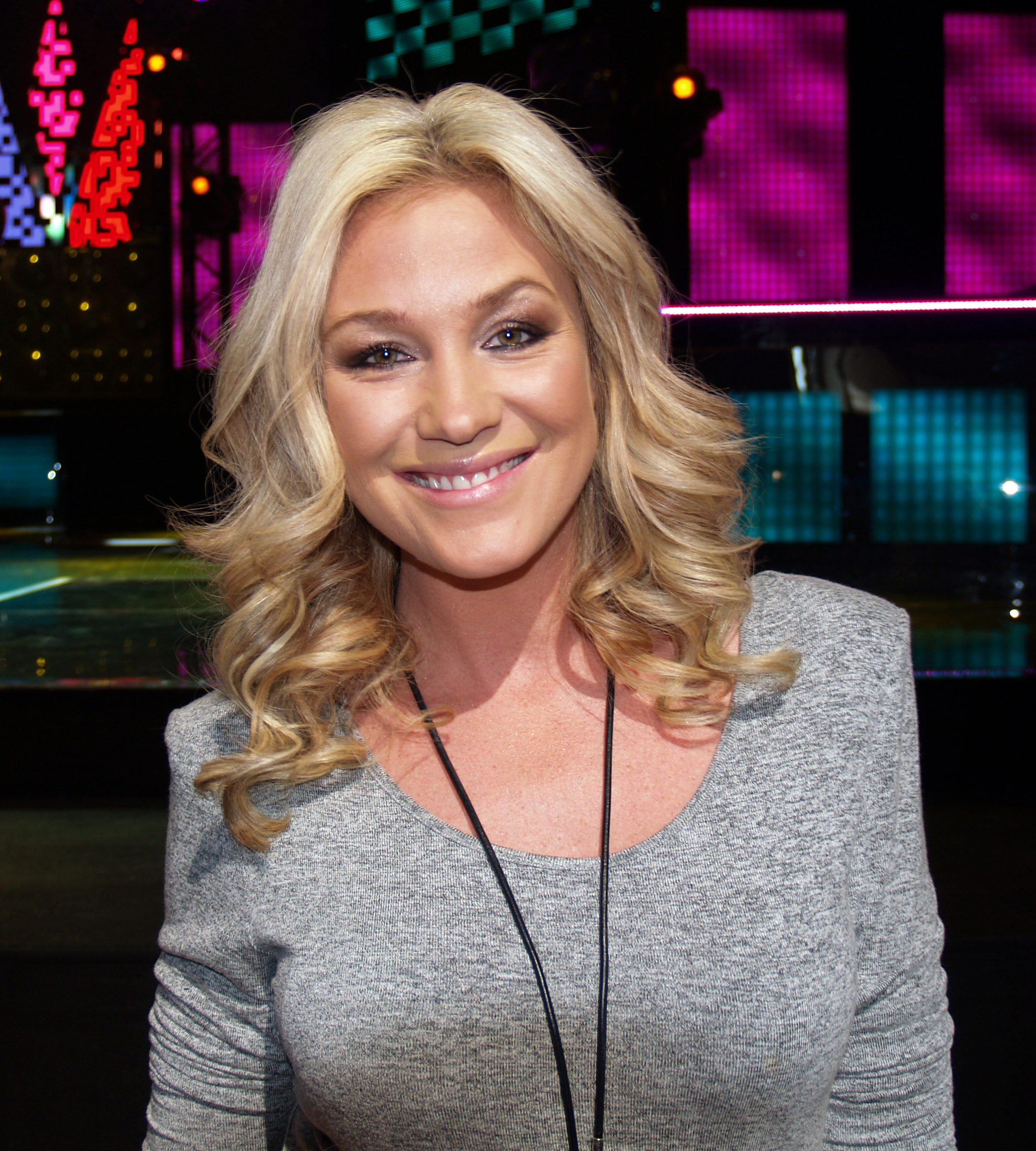
Jessica Andersson 2010

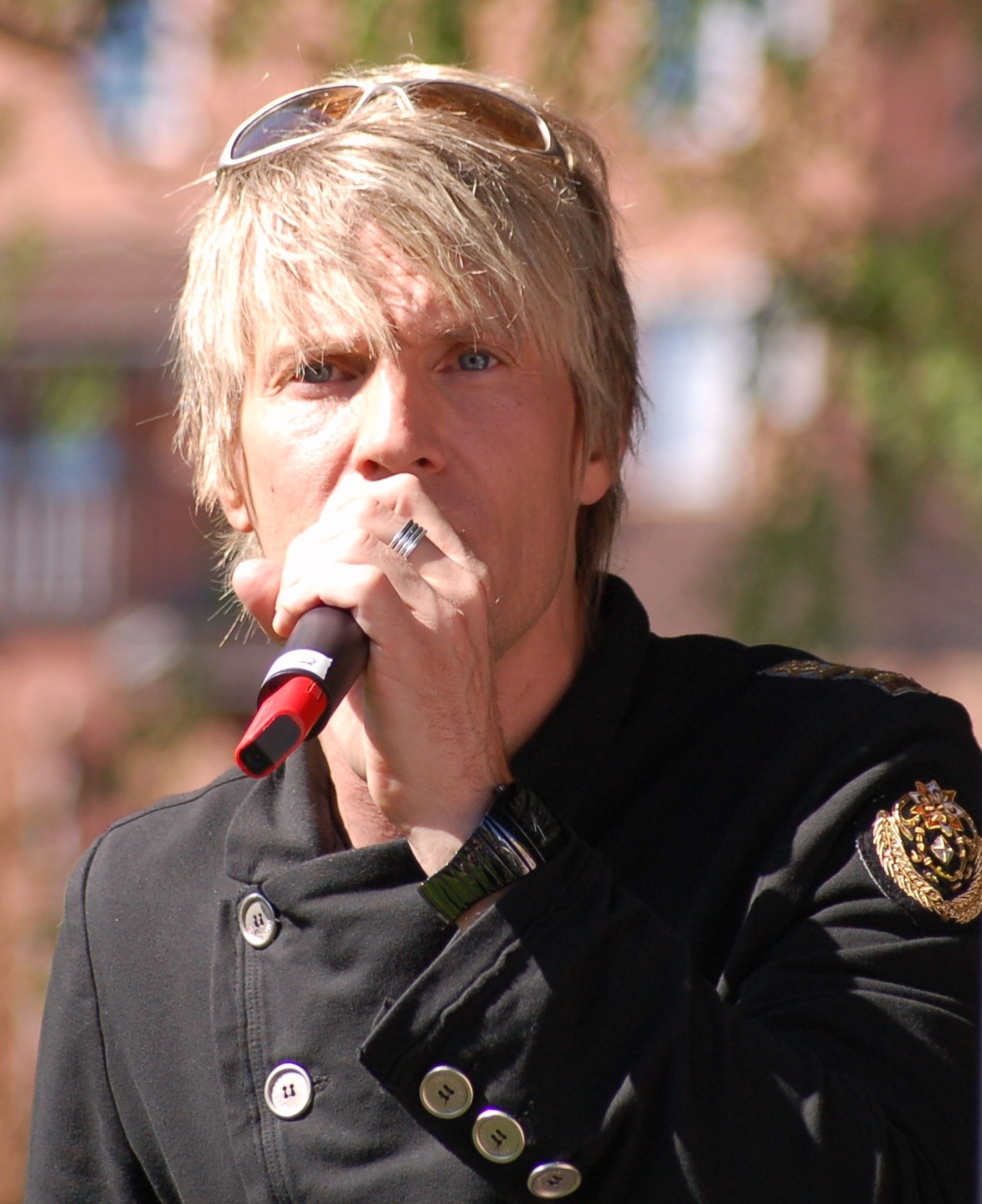
Magnus Bäcklund 2006

Fame é um duo musical sueco, constituído por Jessica Andersson e Magnus Bäcklund, saídos da primeira edição de do reality show  de procura de talentos musicais chamado Fame Factory, no qual ele ganhou e ela abandonou a meio do programa. Posteriormente ganharam o Melodifestivalen em 2003 , tendo sido os representantes suecos no Festival Eurovisão da Canção 2003 que teve lugar, em Riga, com a canção tipo schlager chamada  "Give Me Your Love"("Dá-me o Teu Amor"), em que apesar de favoritos à vitória final, não conseguiram melhor que um quinto lugar.

## Discografia

### Álbuns
- 2003 - Give Me Your Love

### Singles
- 2003 - Give Me Your Love #1 Suécia
- 2003 - Pop Into My Heart
- 2004 - The Way You Love Me
- 2004 - Vindarna Vänder Oss / The Wind Has Turned Around
- 2005 - Gjörda För Varandra
- 2006 - All In The Game

### Discografia de Magnus Bäcklund

#### Álbuns
- 2006 - "Never Say Never"

#### Singles
- 2002 - Higher
- 2006 - The Name of Love
- 2006 - Say Your Goodbye

### Discografia  de Jessica Andersson

#### Singles
- 2006 - Kalla Nätter
- 2006 - Du Får För Mig Att Du Förför Mig
- 2007 - Kom